# Петра Шельм
Пе́тра Ше́льм (нім. Petra Schelm; нар. 16 серпня 1950, Гамбург, Федеративна Республіка Німеччина — 15 липня 1971, там само) — західнонімецька терористка і членкиня ліворадикальної терористичної організації «Фракція Червоної Армії» (RAF). Перша учасниця RAF, що загинула під час перестрілки з поліцією.

## Життєпис

### Ранні роки
Народилася 16 серпня 1950 року у Гамбурзі в сім'ї художника. Навчалася на перукаря, оскількі пізніше планувала стати візажистом. Після завершення навчання деякий час працювала в магазині декоративно-прикладного мистецства, а згодом змінила місце роботи на американську туристичну фірму, де обіймала посаду супроводжуючої.
Переїхавши до Західного Берліна, Шельм стала брати участь у позапарламентській опозиції, де зустріла свого друга Манфреда Грасгофа і з яким вони разом жили у комуні в Шарлоттенбурзі. Квартира використовувалася як центр розповсюдження анархістської газети Agit 883.
Також повідомлялося, що разом з Ульрікою Майнгоф і Горстом Малером Шельм брала активну участь у робочій групі з оренди та житла в берлінському районі Меркішес-Фіртель, що займалася «ресоціалізацією соціально маргіналізованих груп».

### Терористична діяльність
У червні 1970 року Петра Шельм та інші члени «Фракції Червоної армії» (нім. Rote Armee Fraktion — RAF) під чужим ім'ям вирушила до Бейрута, звідки виїхала до Йорданії аби пройти підготовку в тренувальному таборі організації Руху за національне визволення Палестини. Після втечі з-під варти Андреаса Баадера у травні 1970 року, він, і ще близько 20 членів RAF здійснили поїздку до тренувального табору, приєднавшись до першої групи.
Проте через зухвалу поведінку Баадера та його відмову вдягнути бойову уніформу (навіть на військових навчаннях той носив модні оксамитові штани) він вступив у конфлікт із палестинськими бойовиками, які зрештою попросили групу покинути табір.
У серпні 1970 року терористи повернулися до Берліна, де Шельм займалася агітаційною роботою та підробкою документів. Навесні наступного року Федеральний суд Німеччини видав ордер на арешт Петри Шельм і оголосив її в розшук, обґрунтувавши це підозрою, що її знайомство з Ульрікою Майнгоф і оточенням могло перерости в її участь у терористичній організації.
Разом з Грасгофом Шельм вирушила в Гамбург, де займалася налагодженням зв'язків та інфраструктури терористичної організації.

### Смерть
15 липня 1971 року в рамках великої поліцейської операції, спрямованої проти близько п'ятдесяти членів RAF у всій північній Німеччині Шельм разом з іншими членами організації, Вернером Гоппе, на викраденому BMW спробували уникнути поліцейського блокпосту.
Прорвавшись крізь блокпост, після тривалої погоні машину вдалося зупинити на вулиці Баренфельдер-Кірхенвег (нім. Bahrenfelder Kirchenweg). Терористи витрибнули з машини і кілька разів вистрілили по поліцейським, після чого продовжили тікати пішки. Під час пішого переслідування Шельм отримала смертельне поранення поліцейським в область лівого ока. Хоча пізніше він стверджував, що Шельм першою відкрила вогонь, свідок, що стояв неподалік місця події, стверджував, що поліцейський відкрив вогонь першим без попередження.
За словами очевидців, Петра Шельм після смертельного поранення пролежала на тротуарі не менше десяти хвилин без надання першої допомоги. Стрілець взяв участь у переслідуванні Вернера Гоппе, якого схопили й заарештували через кілька хвилин на болоті за автомагістраллю.
Петра Шельм була похована на кладовищі Шпандау у Берліні. На похороні були присутні близько п'ятдесяти прихильників ліворадикальних поглядів, що поклали на її могилу червоний прапор, пізніше прибраний поліцією.

## Увічнення пам'яті
11 травня 1972 року як попередня дія до так званого «травневого наступу» RAF здійснило напад на штаб 5-го корпусу армії США у Франкфурті-на-Майні. Внаслідок трьох вибухів загинув американський підполковник Пол Блумквіст, ще 13 військовослужбовців було поранено. Відповідальність за теракт на себе взяла «Група Петри Шельм» (нім. Kommando Petra Schelm), названа на знак солідарності і в пам'ять про неї.